# Virginia Slims of Dallas 1989
Virginia Slims of Dallas 1989 — жіночий тенісний турнір, що проходив на закритих кортах з килимовим покриттям Moody Coliseum у Далласі (США). Належав до турнірів 4-ї категорії в рамках Туру WTA 1989. Відбувсь удев'ятнадцяте і тривав з 18 до 24 вересня 1989 року. Перша сіяна Мартіна Навратілова здобула титул в одиночному розряді й отримала 50 тис. доларів США.

## Фінальна частина

### Одиночний розряд
Мартіна Навратілова —  Моніка Селеш 7–6(7–2), 6–3
- Для Навратілової це був 7-й титул в одиночному розряді за сезон і 145-й — за кар'єру.

### Парний розряд
Мері Джо Фернандес /  Бетсі Нагелсен —  Еліз Берджін /  Розалін Феербенк 7–6(7–5), 6–3